# Spaceplane

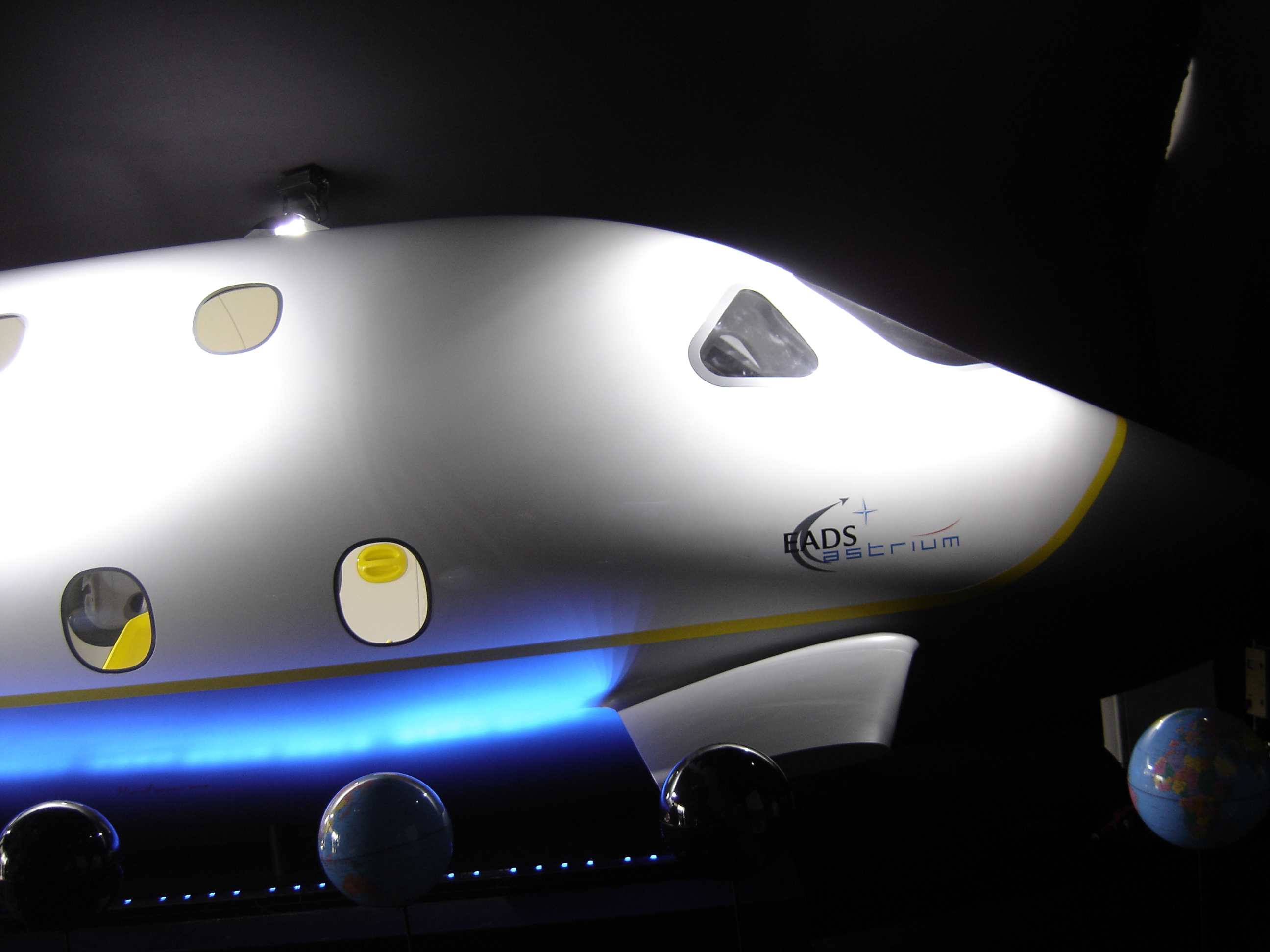
Modell der Passagierkabine des Spaceplane, ausgestellt auf der Pariser Luftfahrtschau 2007

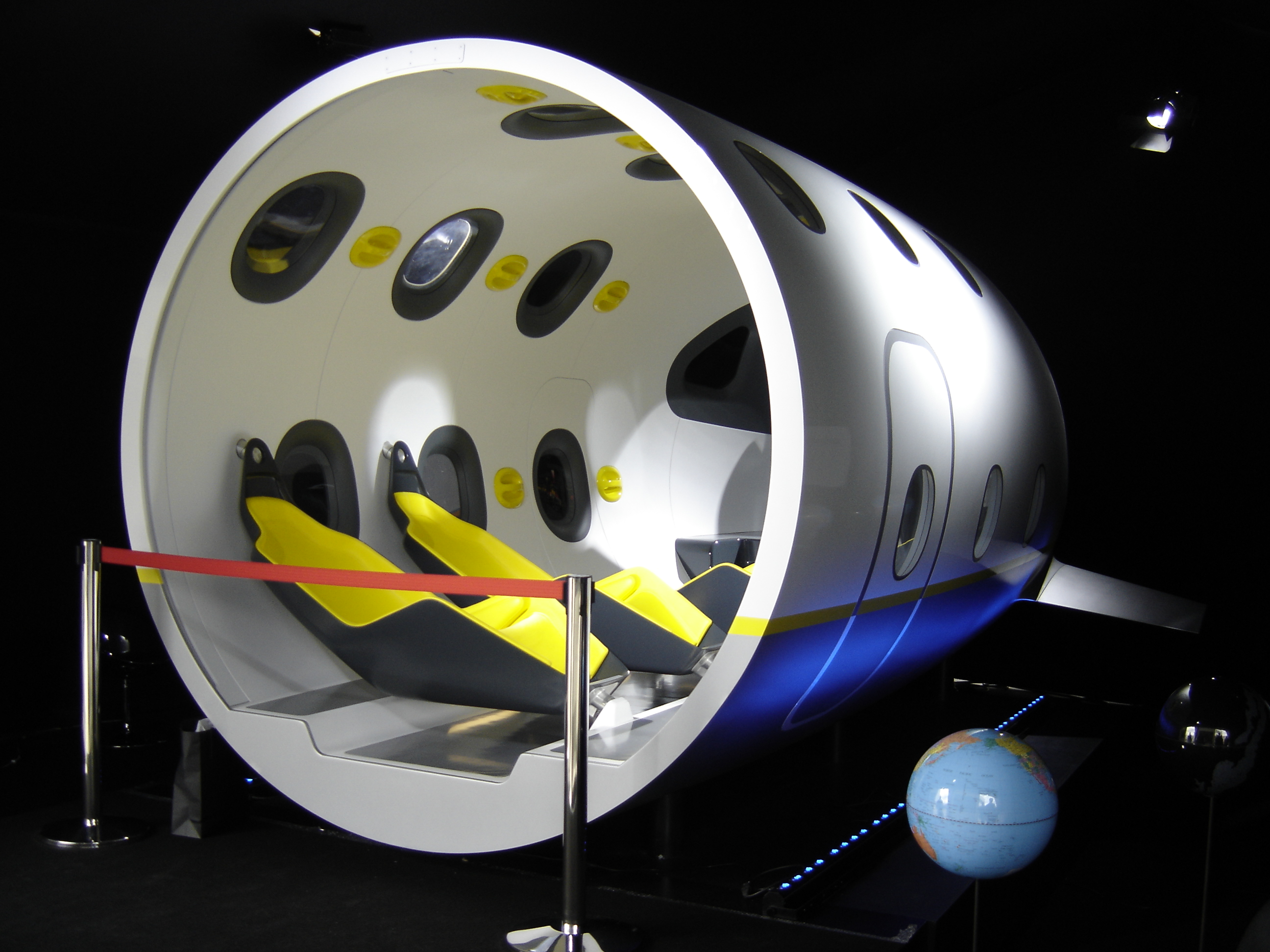
Blick in den Innenraum des Modells

Das Spaceplane ist ein Konzept für ein Raumflugzeug der Airbus Defence and Space für suborbitale Raumflüge mit bis zu vier Fluggästen. Das Spaceplane soll nicht nur für den Weltraumtourismus einsetzbar sein, sondern auch für die Forschung und zum Aussetzen von Kleinsatelliten.
Das Spaceplane war bis zur Auflösung der EADS-Sparte Astrium auch unter dem Namen EADS Astrium Space Tourism Project bekannt.

## Aufbau und Technik
Das Konzept beschreibt ein Raumflugzeug, das zwei luftatmende Strahltriebwerke und ein Raketentriebwerk besitzt, das sich vom Vulcain-Triebwerk der Ariane 5 ableitet. Es würde wie ein gewöhnliches Flugzeug starten. In einer Höhe von 12 km würden die Raketentriebwerke gezündet. Nach 80 s Brenndauer befände sich das Spaceplane in einer Höhe von 60 km. In der antriebslosen Phase würde das Flugzeug auf die Gipfelhöhe von über 100 km steigen und somit die Grenze zum Weltraum überschreiten. Für etwa drei bis fünf Minuten soll Schwerelosigkeit herrschen. Zur Landung würden wieder die luftatmenden Triebwerke eingesetzt. Das Spaceplane soll auf üblichen Zivilflughäfen starten und landen können.

## Fertigung
Angekündigt wurde eine Produktion von fünf Flugzeugen pro Jahr. Die Komponenten des Spaceplane sollten an verschiedenen Airbus-Standorten gefertigt werden, die Endmontage sollte in Frankreich erfolgen.

## Demonstrator
Ein Demonstrator-Modell im Maßstab 1:4 wurde von der Firma Hope Technik aus Singapur gefertigt und im Februar 2014 auf der Singapore Airshow ausgestellt. Erste Tests der Flugeigenschaften wurden vom 1. Mai bis 4. Mai 2014 mit diesem Modell durchgeführt. 100 Kilometer vor der Küste von Singapur wurde das Modell von einem Hubschrauber AS 350 Écureuil auf 3000 m Höhe gebracht und dort ausgeklinkt. Das Modell landete ferngesteuert im Meer und wurde planmäßig geborgen. Sieben Schiffe waren bei diesen Tests im Einsatz.